# Jura neuchâtelois
Die Jura neuchâtelois (JN) oder auch Neuenburger Jurabahn war eine schweizerische Eisenbahngesellschaft.

## Geschichte

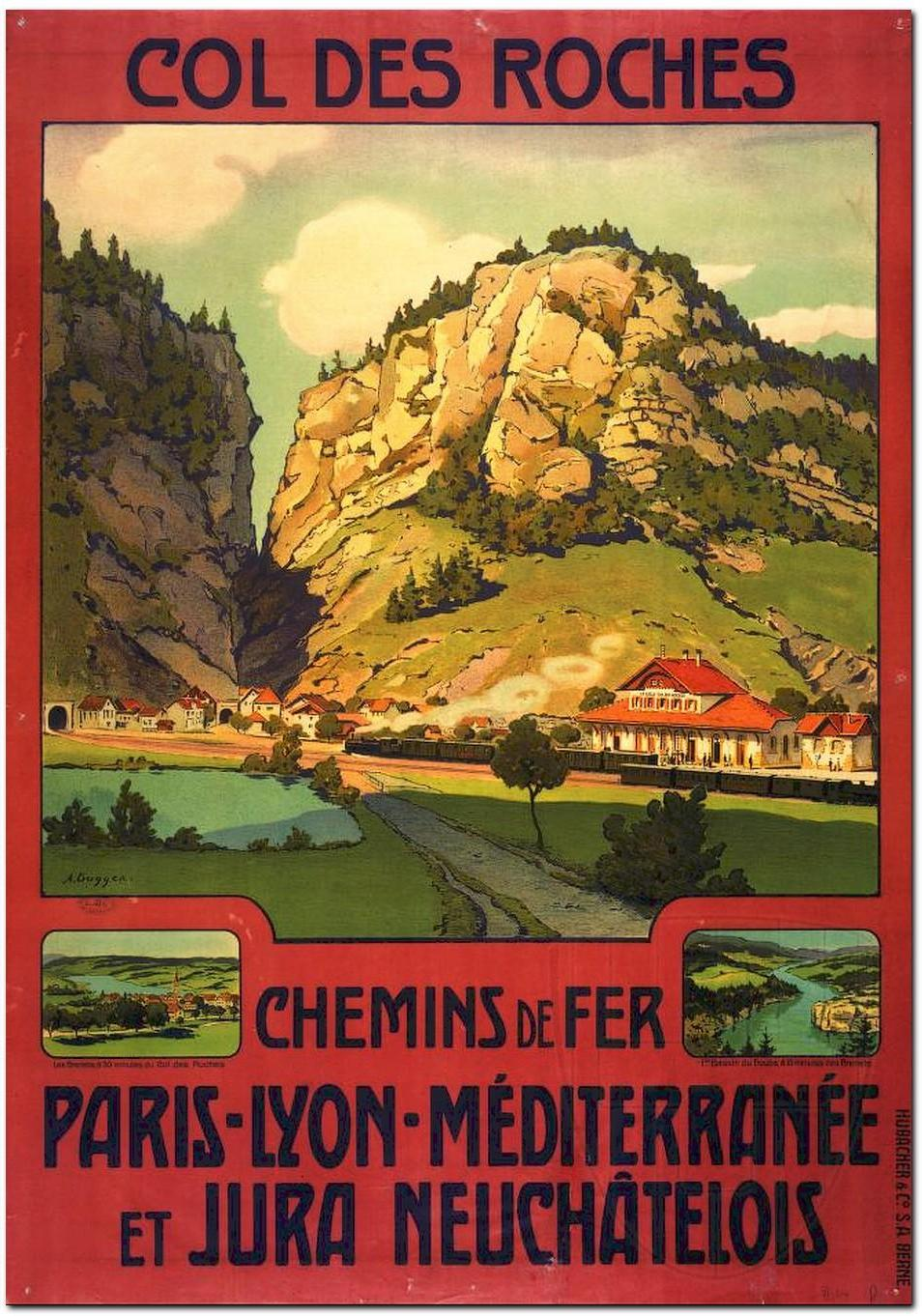
Plakat aus dem Jahr 1912

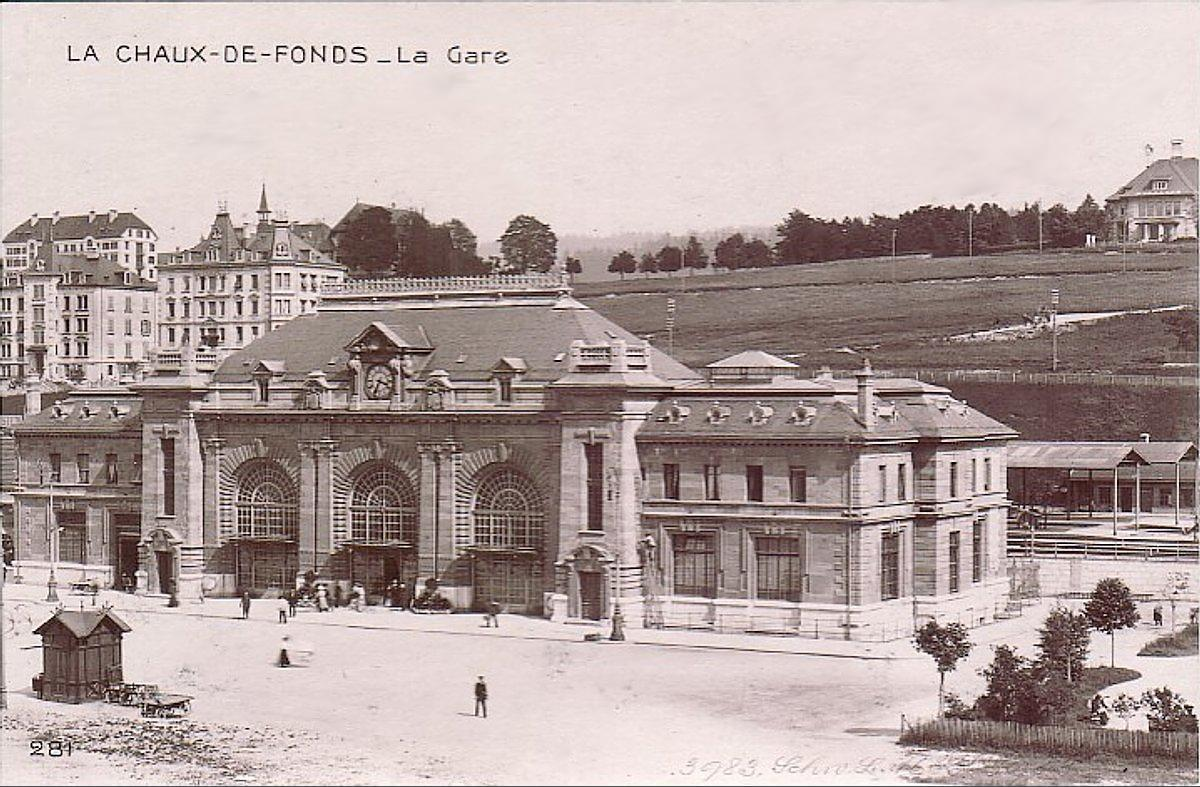
Mit dem Durchstich des Crosettes-Tunnels führte die Linie der Jura bernois (JB) aus Biel nach La Chaux-de-Fonds statt nach Convers. Damit wurde ein Neubau des Bahnhofsgebäudes notwendig, das 1878 fertiggestellt wurde. Es handelt sich um einen besonders repräsentativen Bau.

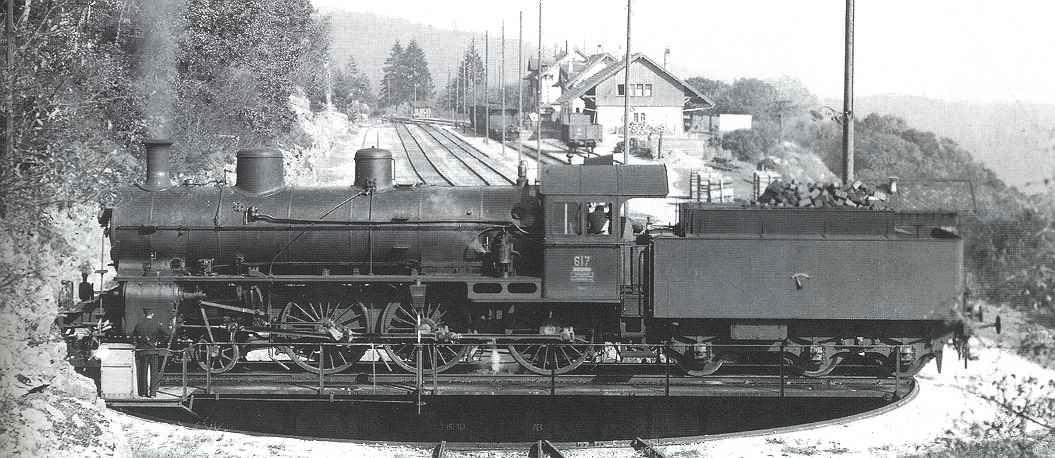
Im Bahnhof Chambrelien machte die Strecke Neuenburg–La Chaux-de-Fonds eine Spitzkehre. Die Schlepptender-Maschinen – im Bild A 3/5 Nr. 617 der SBB – mussten auf der Drehscheibe gewendet werden.

Gegründet wurde die Gesellschaft per 1. Januar 1886, nachdem das Stimmvolk des Kantons Neuenburg am 29. Juni 1884 beschlossen hatte, die 38 Kilometer lange Bahnstrecke Neuchâtel–Le Locle-Col-des-Roches von der Jura–Bern–Luzern (JBL) zurückzukaufen. Die Initiative zum Rückkauf war ergriffen worden, weil die Bevölkerung mit den Leistungen der Bahngesellschaft nicht mehr zufrieden war.
Eröffnet wurde die Bahnstrecke von Neuchâtel durch den 3259 Meter langen Loges-Tunnel zwischen Les Hauts-Geneveys und Convers nach La Chaux-de-Fonds und Le Locle in vier Etappen zwischen dem 2. Juli 1857 und dem 15. Juli 1860 von der Jura industriel (JI), die allerdings nach wenigen Monaten in Konkurs fiel. Danach betrieb der Kanton die Strecke selbst, bis es 1865 gelang, eine zweite Gesellschaft gleichen Namens zu gründen, die den Betrieb übernahm. In einer Volksabstimmung 1875 wurde der Rückkauf der Bahn durch den Kanton abgelehnt, worauf die JI ihre Strecke per 1. Mai 1875 der Jura bernois (JB) verkaufte, welche daneben die Strecke der konkursiten Bern-Luzern-Bahn (BLB) pachtete und ihren Namen dann per 1. Juli 1884 in Jura–Bern–Luzern (JBL) änderte.
Erst unter der JBL erfolgten am 4. August 1884 die Eröffnung der Strecke zur schweizerisch-französischen Grenze bei Le Locle-Col-des-Roches (damaliger Name «Brenets-Col-des-Roches») und der Zusammenschluss mit dem französischen Eisenbahnnetz, an die über Morteau führende Bahnstrecke Besançon–Le Locle.
Nach dem Rückkauf der Strecke von der JBL und der Gründung der JN eröffnete die JBL am 17. Dezember 1888 den 1618 Meter langen Crosettes-Tunnel zwischen Le Creux und La Chaux-de-Fonds, womit die direkte Fahrt zwischen Biel und La Chaux-de-Fonds ohne Spitzkehre bei Convers möglich wurde. Damit wurde auch umgehend der Bahnverkehr auf dem Abschnitt zwischen Convers und Le Creux eingestellt. Aufgehoben wurde die Strecke allerdings erst am 1. Juli 1895 unter der Jura-Simplon-Bahn (JS), wobei Rudimente der Bahnanlagen sich bis weit ins 20. Jahrhundert hinein hielten. Nach Auflösung des Halts auf Verlangen in Convers ist dort nur noch das Perron zu sehen; das in Richtung Le Creux abzweigende Gleis führte noch unter der Autobahnbrücke durch und ist jetzt abgebaut. .
Nach der Verstaatlichung der fünf grossen Bahngesellschaften wollte auch der Kanton Neuenburg seine Bahn in die SBB eingliedern lassen. Erst als der Neuenburger Louis Perrier im April 1912 Bundesrat wurde und das Post- und Eisenbahndepartement übernahm, gelang mit Datum vom 4. November 1912 der Abschluss eines Kaufvertrages mit der Schweizerischen Eidgenossenschaft, die Strecke per 1. Juli 1913 in die Schweizerischen Bundesbahnen (SBB) einzugliedern. Unter den SBB erfolgte am 4. Oktober 1931 die Aufnahme des elektrischen Betriebs unter 15 kV 16 ⅔ Hz Wechselstrom zwischen Neuchâtel und Le Locle-Col-des-Roches.

## Lokomotiven

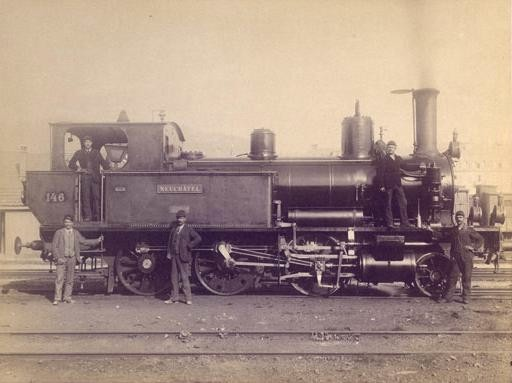
Dampflokomotive Ec 3/4 Nr. 146 «Neuchâtel» mit Personal in La Chaux-de-Fonds

Die JI beschaffte zwei- und dreigekuppelte Engerth-Lokomotiven aus Esslingen sowie von der SCB-Werkstätte Olten. Die zweigekuppelten Maschinen (Nummern 1–3, JBL 41–43) genügten den Anforderungen der Bergstrecke nicht und wurden bereits 1883 und 1888 ausrangiert. Aufgrund der Zahlungsschwierigkeiten des Unternehmens konnten die dreigekuppelten Lokomotiven (Nummern 4–7, JBL 141–143) nicht vollständig bezahlt werden, weshalb die SCB die Lok Nummer 6 zurückbehielt und selbst verwendete. 1873 kamen von Esslingen nochmals zwei dreigekuppelte Maschinen (Nummern 6 und 8, JBL 144 und 145), von denen eine noch zu den SBB überging (8799).
Während der Betriebszeit durch die JBL wurden diverse Lokomotiven aus deren Gesamtbestand verwendet, sodass die neugegründete JN, die mit der Strecke die Lokomotiven 42 und 141–145 übernahm, als erstes neue Lokomotiven beschaffen musste. Diese kamen 1886, 1897 und 1899 als dreigekuppelte Tenderlokomotiven mit führender Laufachse von der SLM in Winterthur. Sie trugen die Nummern 146 bis 153 und wurden ab 1902 als Ec 3/4 klassiert. Sie standen danach bei den SBB als 6551–6558 bis in die zweite Hälfte der 1930er-Jahre in Betrieb.
Als letzte Beschaffung der JN kamen 1903 zwei leistungsfähige Ed 4/5 154–155 wiederum von SLM in Betrieb, welche aber bei den SBB als Splittergattung mit den Nummern 7701–7702 bereits 1923 ausrangiert wurden. 7701 kam danach als Nummer 7 zur Mittelthurgaubahn, wo sie bis zum Zweiten Weltkrieg in Betrieb stand.

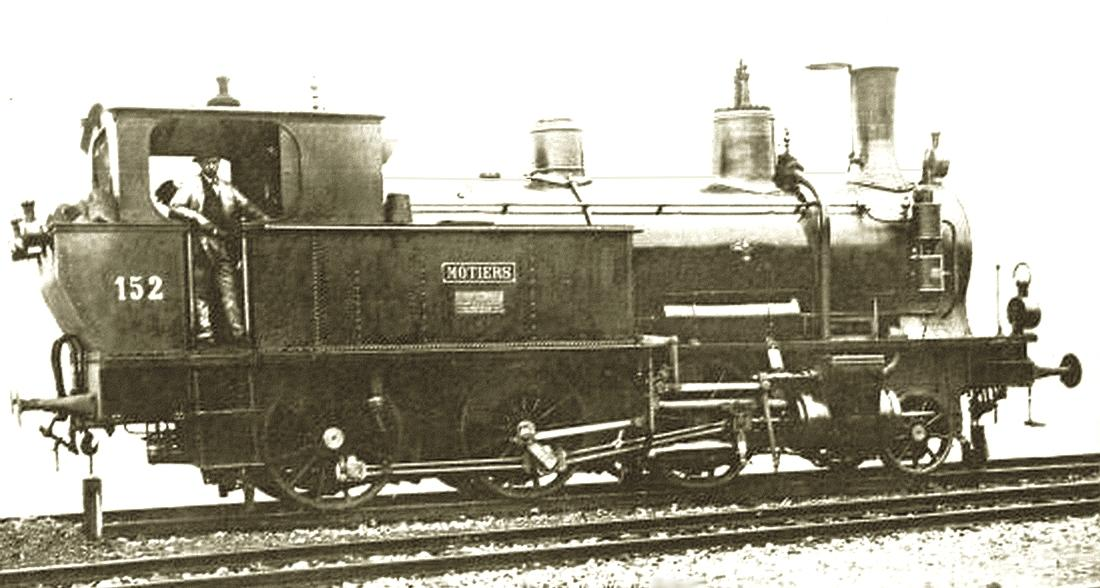
Tenderlokomotive Ec 3/4 Nr. 152 «Môtiers»
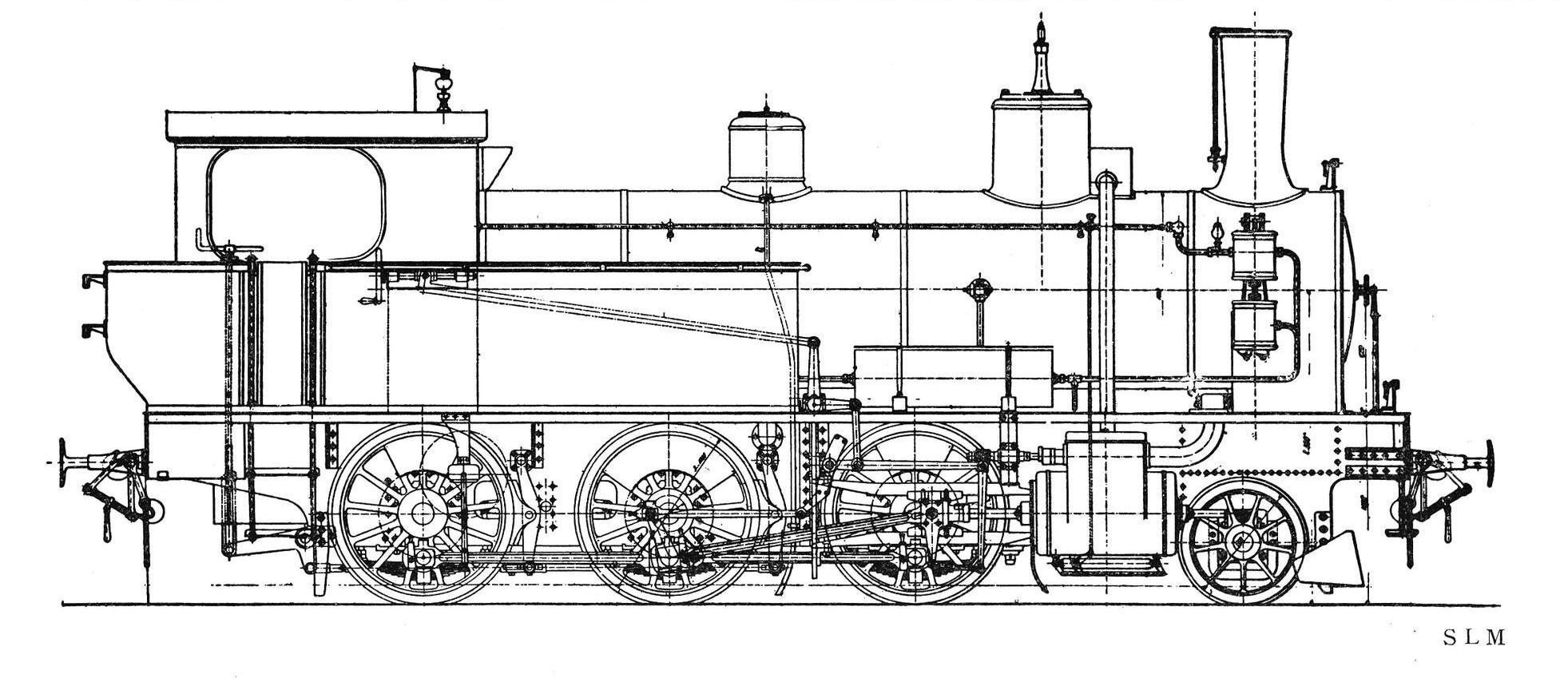
Typenskizze der Ec 3/4 Nr. 146 – 153
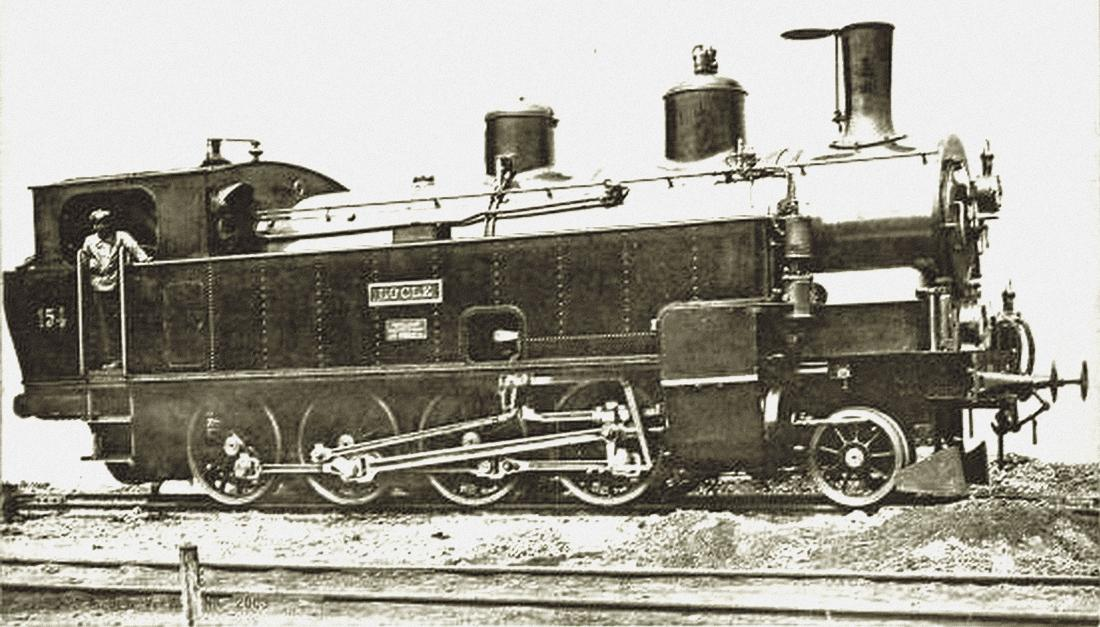
Zweizylinder-Verbundmaschine Ed 4/5 Nr. 154 «Locle»